# Зоологический и ботанический парк Навахо-Нейшен
Зоологический и ботанический парк нации навахо расположен в городе Уиндоу-Рок, штат Аризона, столице Навахо-Нейшен. Это единственный зоологический парк в Соединенных Штатах, принадлежащий племенам и примечателен среди зоологических учреждений тем, что маркирует свои экспонаты на языке индейцев навахо. С момента своего создания в начале 1960-х он находился в ведении Управления национальных парков и отдыха навахо, а в сентябре 2006 года стал частью Национального Департамента рыбной и дикой природы навахо.
Хотя его объекты имеют уникальную миссию по сохранению и заботе о фауне и флоре, значимой для культуры навахо, его существование также вызвало споры.

## История
Первым экземпляром зоопарка был медведь, который был оставлен государственной организацией после ярмарки навахо 1963 года, и животное было названо «Медведь Йоги» в честь популярного в то время мультипликационного персонажа. С тех пор на выставке было представлено около 50 различных видов, почти все из которых являются аборигенами этого района. В 1976 году зоопарк, называвшийся тогда «Зоопарк племен навахо», переехал в свой нынешний дом и стал частью системы парков и отдыха племен навахо. В сентябре 2006 года он был реорганизован и перешел в ведение Департамента рыбной и дикой природы навахо.

## Персонал и бюджет
Текущий директор и куратор учреждения — Дэвид Микешич, биолог, который служил нации навахо в качестве полевого зоолога вымирающих видов с 1994 по 2010 год в рамках Программы природного наследия навахо. Его предшественник, Мэтью Холдгейт, был первым директором (с 2007 по 2010 год) под руководством Департамента рыбной и дикой природы. Он отвечал за то, что зоопарк навахо был преобразован и модернизирован.
В зоопарке в настоящее время работает пять преданных своему делу сотрудников-смотрителей по уходу за животными. Этот персонал также занимается строительством/ремонтом и поведенческим обогащением. Он в основном финансируется правительством навахо с годовым бюджетом менее 500 000 долларов США, но также собирает пожертвования. Вход на объект бесплатный.

## Экспонаты и миссия
Зоопарк расположен на территории площадью 14,7 акров (5,9 га) рядом с Национальным музеем навахо в Уиндоу-Рок (Tségháhoodzání). Здесь обитает около 100 животных, представляющих более 50 видов, и ежегодно его посещают около 45 000 человек.
Зоопарк называет себя «заповедником природы и духа» и в соответствии с его миссией, он направлен на сохранение «местных растений и животных, включая редкие, уязвимые и исчезающие виды» с упором на фауну и флору, которая важна и значима для культуры и традиций навахо. В зоопарке содержатся в основном раненые и осиротевшие животные Навахоленда и реализуются культурные и образовательные программы в сотрудничестве со школами и аналогичными учреждениями в этом районе. Кроме того, здесь заботятся о раненых и осиротевших животных, обитающих в дикой природе. В зоопарке также поощряется использование растений и животных в церемониальных целях в соответствии с традициями навахо и регулярно принимает встречи для совершения подношений и церемоний, проводимых на его объектах.
Среди диких животных — черный медведь, рысь, мексиканские волки, чернохвостые олени, лоси, аризонский ядозуб, койоты, пумы и обыкновенные лисицы, а также дикая индейка, журавли, беркут, краснохвостый ястреб и виргинский филин. В этом зоопарке с начала 1980-х годов выставлялись мексиканские волки, находящиеся под угрозой исчезновения. Совсем недавно в 2015 году зоопарк повторно разместил трех выставочных змей в 2015 году по культурным соображениям и стал одним из 20+ заведений в США, где содержатся американские хорьки, находящиеся под угрозой исчезновения. В соответствии с традицией навахо, ни одна из птиц зоопарка не была поймана с целью демонстрации, а была спасена после травм, нанесенных транспортными средствами или электрическими линиями, и поэтому не могла летать; большинство других особей также не выпускаются и не могут выжить в дикой природе из-за того, что осиротели или были конфискованы в качестве незаконных домашних животных у их бывших владельцев. Начиная с 2008 года, 30-летний Центр открытий зоопарка был отремонтирован и переоборудован, чтобы привести его в соответствие с современными стандартами зоопарка; помимо демонстрации большинства беспозвоночных в парке, здесь также есть выставка с традиционными историями навахо, касающимися животных. Основные преобразования зоопарка продолжаются и в последние годы. Некоторые из заметных улучшений для выставочных животных: включение поведенческих методов обогащения в повседневную деятельность, увеличение вольеров для койотов и лосей, включение проволочной сетки в ремонт экспонатов, строительство карантинной и ветеринарной станции и строительство большого орлиного вольера. Основные улучшения для посетителей включают: больше вывесок, автостоянка, бетонные тротуары, больше сидячих мест вокруг территории зоопарка, крытую сцену для мероприятий и установку павильона из 40 восьмиугольников для вечеринок.

### Программа для животных
Любое животное в зоопарке может быть «принято» за определенную плату; принимающая сторона получит сертификат, и его или ее имя будет выгравировано на мемориальной доске рядом с рассматриваемым экспонатом. Если животное никогда не было усыновлено ранее, спонсор будет иметь возможность дать животному имя; в этом процессе различным животным были даны имена, такие как «Охотник» для горного льва в парке, «Бумер» для лося, и «Тор» для одного из беркутов.

### Заповедник Золотого Орла
С 2008 года зоопарк лоббировал финансирование и разрешение на строительство орлиного заповедника, чтобы иметь возможность раздавать перья животных членам племени в церемониальных целях в соответствии с федеральным законом. В соответствии с требованиями федерального закона о защите белоголового и беркута, любые останки мертвых орлов собираются федеральным правительством и перевозятся в центральное хранилище в Колорадо. Затем представители коренных народов индейских племен должны подать индивидуальную заявку на получение деталей, таких как перья, заявка может рассматриваться несколько лет. Поскольку орлиный заповедник, управляемый племенами, представляет собой исключение из этого процесса, он играет важную роль в укреплении культурного суверенитета навахо.
Затем, в 2015 году, зоопарк нации навахо смог получить необходимое финансирование для строительства большого орлиного заповедника; основная часть прямого финансирования поступила от Совета навахо, Департамента туризма навахо и Департамента рыбной и дикой природы навахо США (Программа грантов племени дикой природы). Ещё девять племён навахо оказали услуги натурой или предоставили прямое финансирование, чтобы сделать этот проект реальностью.
Заповедник Золотого Орла нации навахо официально открылся 1 июля 2016 года с 5 золотыми орлами. В 2018 году в заповеднике было 10 золотых орлов. Помещение имеет площадь 80 футов (длина) на 50 футов (ширина) с множеством мест для сидения и может вместить до 25 золотых орлов. Этот объект по-прежнему служит: постоянным домом для орлов, выставкой золотых орлов, местом обучения по вопросам сохранения орлов и легальным источником линяющих перьев для навахо и других коренных американцев.

## Споры
В январе 1999 года уходящий президент навахо Милтон Блухаус приказал закрыть зоопарк после того, как две женщины из Рок-Ридж заявили, что их посетил Дийин Динеке (традиционные божества навахо), которые предупредили их, заявив, что народ навахо не жил в соответствии с традициями и содержали животных в клетках, особенно медведей, змей и орлов, которые считаются священными.
Впоследствии, в течение первых дней своего правления, преемник Блухауса, Келси А. Бегай, получил большое количество жалоб и писем с протестом против закрытия зоопарка. Временно отменив решение Блюхауса, Бегай созвал встречу с Консультативным советом народа навахо Хатаали, чтобы обсудить ситуацию; однако группа отказалась рассматривать этот вопрос, пока животные находились в спячке, и отложила любые советы или решения до апреля следующего года. Рассматривались варианты: выпустить животных в дикую природу, не принимать новых животных и закрыть зоопарк после того, как последний из них умрет, или переименовать зоопарк в термин, который будет считаться более уважительным по отношению к животным.
Противники закрытия утверждали, что большинство животных не смогли бы выжить в дикой природе и погибнут, и что зоопарк стал одной из последних возможностей для будущих поколений навахо увидеть священных существ и, таким образом, войти в традиционную историю, потому что большинство молодых навахо больше имеют дело с домашним скотом, чем с дикими животными.
12 марта Бегай объявил о своем решении оставить зоопарк открытым, не расширяя его и позволяя оставшимся животным жить своей жизнью на территории зоопарка. По словам Гарри Уолтерса, антрополога и бывшего председателя Центра исследований Дине при колледже Дине в Цайле (Цехилу), этот инцидент демонстрирует решающее различие между навахо и западной культурой в способах обращения с видениями и сверхъестественными переживаниями: «Вместо того, чтобы сосредотачиваться на наблюдениях, чтобы определить, был ли кто-то чокнутый — это то, что сделал бы западный житель, — мы смотрим на это как на сообщение: „Мы идем так, как должны?“ — сказал Уолтерс».